# Senna oblongifolia
Senna oblongifolia là một loài thực vật có hoa trong họ Đậu. Loài này được (Vogel) H.S.Irwin & Barneby miêu tả khoa học đầu tiên.